# Nogent (Alt Marne)
Nogent és un municipi francès situat al departament de l'Alt Marne i a la regió del Gran Est. L'any 2007 tenia 4.046 habitants.

## Demografia

### Població
El 2007 la població de fet de Nogent era de 4.046 persones. Hi havia 1.743 famílies de les quals 561 eren unipersonals (240 homes vivint sols i 321 dones vivint soles), 605 parelles sense fills, 439 parelles amb fills i 138 famílies monoparentals amb fills.
La població ha evolucionat segons el següent gràfic:
Habitants censats

### Habitatges
El 2007 hi havia 2.052 habitatges, 1.773 eren l'habitatge principal de la família, 46 eren segones residències i 233 estaven desocupats. 1.522 eren cases i 530 eren apartaments. Dels 1.773 habitatges principals, 1.117 estaven ocupats pels seus propietaris, 617 estaven llogats i ocupats pels llogaters i 39 estaven cedits a títol gratuït; 10 tenien una cambra, 111 en tenien dues, 360 en tenien tres, 678 en tenien quatre i 614 en tenien cinc o més. 996 habitatges disposaven pel capbaix d'una plaça de pàrquing. A 899 habitatges hi havia un automòbil i a 562 n'hi havia dos o més.

### Piràmide de població
La piràmide de població per edats i sexe el 2009 era:
| Homes | Edats   | Dones |
| ----- | ------- | ----- |
| 4     | 95 o +  | 12    |
| 9     | 90 a 94 | 49    |
| 27    | 85 a 89 | 64    |
| 36    | 80 a 84 | 48    |
| 78    | 75 a 79 | 126   |
| 107   | 70 a 74 | 106   |
| 143   | 65 a 69 | 117   |
| 94    | 60 a 64 | 135   |
| 130   | 55 a 59 | 76    |
| 178   | 50 a 54 | 167   |
| 134   | 45 a 49 | 163   |
| 143   | 40 a 44 | 147   |
| 131   | 35 a 39 | 139   |
| 122   | 30 a 34 | 118   |
| 172   | 25 a 29 | 136   |
| 110   | 20 a 24 | 119   |
| 163   | 15 a 19 | 144   |
| 115   | 10 a 14 | 119   |
| 135   | 5 a 9   | 118   |
| 92    | 0 a 4   | 98    |

## Economia
El 2007 la població en edat de treballar era de 2.460 persones, 1.736 eren actives i 724 eren inactives. De les 1.736 persones actives 1.516 estaven ocupades (826 homes i 690 dones) i 221 estaven aturades (96 homes i 125 dones). De les 724 persones inactives 290 estaven jubilades, 177 estaven estudiant i 257 estaven classificades com a «altres inactius».

### Ingressos
El 2009 a Nogent hi havia 1.783 unitats fiscals que integraven 4.008,5 persones, la mediana anual d'ingressos fiscals per persona era de 15.542 €.

### Activitats econòmiques
Dels 199  establiments que hi havia el 2007, 1 era d'una empresa extractiva, 6 d'empreses alimentàries, 1 d'una empresa de fabricació de material elèctric, 50 d'empreses de fabricació d'altres productes industrials, 15 d'empreses de construcció, 49 d'empreses de comerç i reparació d'automòbils, 3 d'empreses de transport, 9 d'empreses d'hostatgeria i restauració, 3 d'empreses d'informació i comunicació, 13 d'empreses financeres, 6 d'empreses immobiliàries, 13 d'empreses de serveis, 18 d'entitats de l'administració pública i 12 d'empreses classificades com a «altres activitats de serveis».
Dels 47 establiments de servei als particulars que hi havia el 2009, 1 era una oficina d'administració d'Hisenda pública, 1 gendarmeria, 1 oficina de correu, 4 oficines bancàries, 1 funerària, 7 tallers de reparació d'automòbils i de material agrícola, 1 taller d'inspecció tècnica de vehicles, 1 autoescola, 2 paletes, 4 guixaires pintors, 2 fusteries, 3 lampisteries, 2 electricistes, 1 empresa de construcció, 6 perruqueries, 3 veterinaris, 5 restaurants i 2 salons de bellesa.
Dels 25 establiments comercials que hi havia el 2009, 3 eren supermercats, 1 un supermercat, 1 una botiga de més de 120 m², 4 fleques, 2 carnisseries, 1 una peixateria, 1 una llibreria, 1 una botiga d'equipament de la llar, 3 botigues d'electrodomèstics, 1 una botiga de mobles, 3 drogueries, 1 una perfumeria i 3 floristeries.
L'any 2000 a Nogent hi havia 34 explotacions agrícoles que ocupaven un total de 2.091 hectàrees.

## Equipaments sanitaris i escolars
El 2009 hi havia 1 farmàcia i 2 ambulàncies.
El 2009 hi havia 2 escoles maternals i 2 escoles elementals. Nogent disposava d'un col·legi d'educació secundària amb 384 alumnes.

## Poblacions més properes
El següent diagrama mostra les poblacions més properes.